# Laurent Robuschi
Laurent Robuschi (5 d'octubre de 1935) és un exfutbolista francès.

## Selecció de França
Va formar part de l'equip francès a la Copa del Món de 1966.